# バーリルビル (ロードアイランド州)
バーリルビル（英: Burrillville）は、アメリカ合衆国ロードアイランド州のプロビデンス郡にある町。人口は1万6158人（2020年）。
1806年11月17日、ロードアイランド州議会がノースグロスターの住民に独自の役人を選出することを認めたとき、独立した自治体として法人化された。町名は19世紀のロードアイランド州選出アメリカ合衆国上院議員ジェイムズ・バーリル・ジュニアにちなんで名付けられた。バーリルは当時州検事総長を務めていた。

## 歴史
バーリルビルに最初に入植されたのは1662年頃のことであり、最初のヨーロッパ人がニプマク族インディアンの土地に入り始めた。この町は当初グロスター町に属していた。ジョン・スミスとソールズベリー家が最初期の開拓者だった。サミュエル・ウィラードがサウスアクスブリッジとグロスター（現バーリルビル）で多くの天然痘患者の治療を行い、それを証明する傷跡があった。1806年、バーリルビルは独立した町となり、ロードアイランド州の北西隅に広さ60平方マイル (160 km²) を占め、西はコネチカット州、北はマサチューセッツ州に接している。マサチューセッツ州およびグロスター町との境界紛争によって、19世紀半ばまでに領域を減らすことになった。ジョクタン・パットナムが町の初代議長になった。
バーリルビルの主要なビレッジのひとつにパスコーグがあるが、その名前はビレッジ内を流れる小川の名前に由来する。バーリルビルの原住民ニプマク族が話すアルゴンキン語では、蛇を「アスカグ」(askug) もしくは「アスクーグ」(askoog) と表した記録が残っており、パスコーグの名前はアルゴンキン語に由来する可能性がある。
19世紀初頭から半ばにかけて、ハリスビルのビレッジやハリス・ミルズ、メイプル・ミルズ、オークランド・ミルズなど様々な工場とビレッジが徐々に形成されていった。。バックヒルは贋金づくりの様々な集団がいることで知られた。今日の町は、ニューイングランドの歴史的国立公園地域であるブラックストーン川バレー国定歴史遺産回廊に属している。バーリルビルには多くの歴史的な工場があったが、その多くが消失、解体、放棄あるいは改築されてきた。ハリスビルにあるスティルウォーター・ミル複合施設は、昔のティンカム繊維工場に使われていたものであり、現在はクロックタワー・アパートとなっている。この場所には最近建設されたジェシー・スミス図書館もある。

## 地理
アメリカ合衆国国勢調査局に拠れば、市域全面積は57.2平方マイル (148.0 km2)であり、このうち陸地55.6平方マイル (143.9 km2)、水域は1.6平方マイル (4.1 km2)で水域率は2.76%である。シャーマン農場は1846年まで家族経営だった。総面積は1,100エーカー (4.5 km²) あり、以前は州内でも最大の果樹園と酪農場だった。農園の母屋には32室がある。

### ビレッジ
バーリルビルは7つのビレッジに分かれており、グレンデール、ハリスビル、メイプルビル、モヒガン、ネイソンビル、オークランド、パスコーグが存在する。

## 人口動態
以下は2000年の国勢調査による人口統計データである。
| 基礎データ - 人口: 15,796 人 - 世帯数: 5,559 世帯 - 家族数: 4,252 家族 - 人口密度: 109.8人/km2（284.3 人/mi2） - 住居数: 5,821 軒 - 住居密度: 40.5軒/km2（104.8 軒/mi2） 人種別人口構成 - 白人: 98.56% - アフリカン・アメリカン: 0.22% - ネイティブ・アメリカン: 0.20% - アジア人: 0.22% - 太平洋諸島系: 0.03% - その他の人種: 0.25% - 混血: 0.53% - ヒスパニック・ラテン系: 0.84% | 年齢別人口構成 - 18歳未満: 25.6% - 18-24歳: 7.7% - 25-44歳: 31.7% - 45-64歳: 23.6% - 65歳以上: 11.4% - 年齢の中央値: 38歳 - 性比（女性100人あたり男性の人口） - 総人口: 96.3 - 18歳以上: 92.5 世帯と家族（対世帯数） - 18歳未満の子供がいる: 36.6% - 結婚・同居している夫婦: 62.8% - 未婚・離婚・死別女性が世帯主: 9.7% - 非家族世帯: 23.5% - 単身世帯: 18.8% - 65歳以上の老人1人暮らし: 7.6% - 平均構成人数 - 世帯: 2.75人 - 家族: 3.15人 | 収入と家計（2000年データ） - 収入の中央値 - 世帯: 52,587米ドル - 家族: 58,979米ドル - 性別 - 男性: 39,839米ドル - 女性: 28,835米ドル - 人口1人あたり収入: 21,096米ドル - 貧困線以下 - 対人口: 6.1% - 対家族数: 3.7% - 18歳未満: 6.0% - 65歳以上: 9.4% |

### 収入

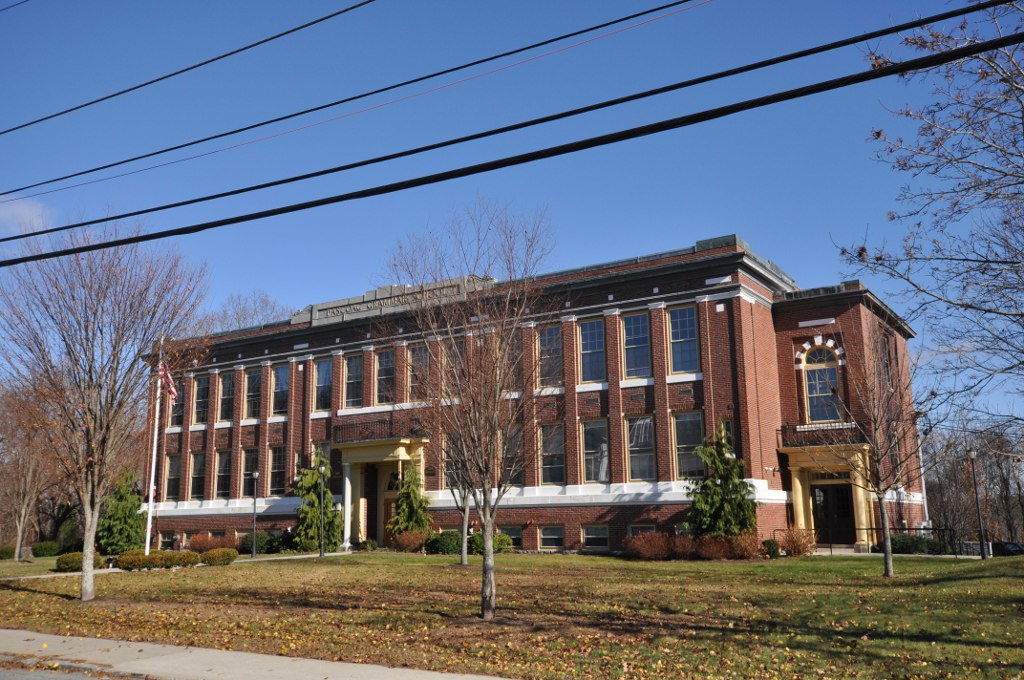
パスコーグ・グラマースクール

## 国家歴史登録財
- ブリッジトン学校、1897年建設
- ハリスビル歴史地区
- モーゼス・タフト邸、1786年建設
- オークランド歴史地区
- パスコーグ・グラマースクール、1917年建設